# シェルコノゴフ事件
シェルコノゴフ事件（シェルコノゴフじけん）とは、1999年（平成11年）10月、元在日ロシア通商代表部員が東京都内の飲食店において、日本の防衛関連会社社長に対し、日本がアメリカ合衆国政府から供与された防衛秘密であるレーザー誘導ミサイル「スパロー」、赤外線誘導ミサイル「サイドワインダー」の仕様書などを要求したスパイ事件である。2002年（平成14年）、警視庁摘発。